# (16124) Timdong
(16124) Timdong (1999 XR85) – planetoida z pasa głównego asteroid okrążająca Słońce w ciągu 3,7 lat w średniej odległości 2,39 j.a. Odkryta 7 grudnia 1999 roku.